# Роуз та Бернард
Роуз Недлер (англ. Rose Nadler), до шлюбу Гендерсон — персонажка американського телесеріал Загублені. Одна із тих, що летіли в центральній частині літака рейсу Oceanic 815, дружина Бернарда. Вона була розділена з ним протягом 48 днів після катастрофи. Незважаючи на те, що решта уцілілих думали, що пасажири з хвостової частини загинули, Роуз, як вона говорила, була впевнена — Бернард живий. Роуз можливо вилікувалася від смертельної хвороби, перебуваючи на Острові, подібно до Локка.

## Біографія

### До авіакатастрофи
Роуз довгий час жила в районі Бронкс, Нью-Йорка. Про її життя до зустрічі з Бернардом майже нічого невідомо крім того, що вона кілька років лікувалася від смертельної хвороби. За її словами, останні два роки здавалося, ніби хвороба відступила, але все почалося знову.
Вони познайомилися випадково, коли машина Роуз забуксувала на засніженій дорозі. Бернард допоміг вибратися, і коли вони обоє вже були готові роз'їхатися в різні боки, раптом запросив жінку на каву. Їх знайомство тривало лише 5 місяців, і одного разу в ресторані Бернард запропонував Роуз одружитися. Він сказав, що саме її він мріяв зустріти все своє життя, і зрозумів це вже через п'ять хвилин після зустрічі.
Роуз була дуже зворушена його словами і розповіла про свою хворобу, про те, що їй залишився всього рік або трохи більше. Бернард відповів, що це неважливо, і Роуз прийняла його пропозицію.
У літаку Роуз сиділа на місці 23D, через прохід від Джека. Її чоловік відійшов в туалет, і раптом почалася турбулентність. Жінка занервувала, і Джек підбадьорив її, вони розговорилися. Роуз поділилася, що боїться літати, а чоловік завжди її заспокоює, мовляв літаки до повітря звичні. Джек сказав, що її чоловік розумний, і запропонував скласти компанію, поки той не повернеться. А всього через кілька хвилин літак розірвало на три частини.

### На Острові
Після катастрофи Роуз втратила свідомість. Її знайшов Бун і почав робити штучне дихання. На допомогу Буну прийшов Джек і Роуз прийшла до тями. Коли в перший вечір люди почули жахливі звуки з джунглів, Роуз здалося, що в них є щось знайоме.
На другий день Роуз трохи допомагала пораненим, але після впала в прострацію. Вона сиділа на березі моря, дивилася вдалину і притискала до губ обручку, яку Бернард завжди віддавав їй на час польоту, тому що у нього набрякали пальці. Самотню жінку помітив Бун, він занепокоївся, що вона нічого не їсть і не п'є, і звернув на неї увагу Джека.
Джек спробував вивести Роуз із загальмованого стану. Нарешті вона відгукнулася і заговорила. Коли Джек розповів, що ввечері відбудеться поминальна служба за загиблими і запитав, чи не хоче Роуз щось сказати про свого чоловіка, попрощатися з ним, вона здивовано глянула на нього і сказала: «Мій чоловік не помер». Джек спробував делікатно пояснити, що всі, хто летів в хвостовій частині, загинули. Але Роуз відповіла, що вони можливо думають те ж саме про самих уцілілих.
У п'ятому сезоні Кейт і Соєр побачили Роуз і Бернарда на пляжі. Кейт запитала: «Чому ви не дали про себе знати?», на що Роуз відповіла: «Навіщо?».
У шостому сезоні, після того як димовий монстр кинув Дезмонда в колодязь, його знайшли та врятували Роуз та Бернард. Щоправда, коли до них прийшов димовий монстр з Беном і пригрозив їм смертю, якщо Дезмонд з ними не піде, останній погодився і пішов. 

### В альтернативній версії
В іншій реальності Роуз допомагає Джону влаштуватися на роботу вчителем заміни. Також вона повідомляє про те, що у неї остання стадія раку.